# Terje
Terje ist ein Vorname.
Als Variante von Torgeir ist es ein norwegischer männlicher Vorname.
Als Variante von Terhi ist es ein estnischer weiblicher Vorname.

## Namensträger
- Terje Aasland (* 1965), norwegischer Politiker
- Terje Andersen (* 1952), norwegischer Eisschnellläufer
- Terje Aune (* 1972), norwegischer Biathlet
- Terje Breivik (* 1965), norwegischer Politiker
- Terje Emberland (* 1956), norwegischer Historiker
- Terje Gewelt (* 1960), norwegischer Jazz- und Fusion-Bassist
- Terje Moe Gustavsen (1954–2019), norwegischer Politiker
- Terje Håkonsen (* 1974), norwegischer Snowboarder
- Terje Halleland (* 1966), norwegischer Politiker
- Terje Hanssen (* 1948), norwegischer Biathlet
- Terje Hauge (* 1965), norwegischer Fußballschiedsrichter
- Terje Hilde (* 1986), norwegischer Skispringer
- Terje Isungset (* 1964), norwegischer Jazzperkussionist
- Terje Krokstad (* 1956), norwegischer Biathlet
- Terje Langli (* 1965), norwegischer Skilangläufer
- Terje Næss (* 1961), norwegischer Marathonläufer
- Terje Olsen (Fußballspieler, 1950) (* 1950), norwegischer Fußballspieler
- Terje Olsen (Fußballspieler, 1970) (* 1970), norwegischer Fußballspieler
- Terje Dag Østhassel (* 1950), norwegischer Badmintonspieler
- Terje Pedersen (* 1943), norwegischer Leichtathlet
- Terje Riis-Johansen (* 1968), norwegischer Politiker
- Terje Rollem (1915–1993), norwegischer Widerstandskämpfer
- Terje Rypdal (* 1947), norwegischer Gitarrist und Komponist
- Terje Vik Schei (* 1974), norwegischer Musiker
- Terje Scheie, norwegischer Skeletonsportler
- Terje Sørvik (* 1967), norwegischer Politiker
- Terje Søviknes (* 1969), norwegischer Politiker
- Terje Stigen (1922–2010), norwegischer Schriftsteller
- Terje Venaas (1947–2025), norwegischer Jazzbassist

### Künstlername
- Todd Terje (Terje Olsen; * 1981), norwegischer DJ, Songwriter und Musikproduzent